# Чепижный, Александр Кузьмич
Александр Кузьмич Чепижный (6 июля 1919 — 10 февраля 1993) — советский писатель с Донбасса. Участник Великой Отечественной войны.

## Биография
Александр Чепижный родился 6 июля 1919 года в Екатеринославе. В годы войны Чепижный командовал отделением зенитных пулемётов на канонерских лодках Северного флота и Каспийской военной флотилии, в бригаде морской пехоты на Северо-Кавказском фронте. Чепижный награждён орденами Отечественной войны I и II степеней, «Знак Почёта», медалями «За отвагу», «За победу над Германией в Великой Отечественной войне 1941—1945 гг.». Член КПСС с 1943 года.
После войны Чепижный окончил Ленинградское военно-морское политическое училище, после военной службы работал редактором газеты соединения кораблей Балтийского флота. С 1951 года — ответственный секретарь газеты «Комсомолец Донбасса» и с 1972 по 1977 год — главный редактор издательства «Донбасс». Умер Александр Чепижный 10 февраля 1993 года, похоронен в Авдеевке.

## Творчество
Александр Чепижный — автор романа-эпопеи «Гагаи», ряда повестей. Роман «Гагаи» — масштабное повествование о людях донецкого села Крутой Яр, прозванного в народе Гагаевкой. Автор рассказывает о крутояровцах — рабочих, крестьянах, которые, ломая старую жизнь, преодолевая сопротивление кулаков, создавали колхозы, в годы первых пятилеток поддерживали стахановское движение, а во время Великой Отечественной войны сражались с фашистами. Герои книги — секретарь райкома Артём Громов, председатель колхоза, а позже машинист паровоза Тимофей Пыжов, его племянница Фрося, первый тракторист Семён Акольцев — люди, которые строили и защищали новое, социалистическое общество.

## Работы
- «Ребята с „Пролетарки“» (1954),
- «Гореть не сгорая» (1959),
- «Гармошка» (1960);
- «Мой друг Тимка» (1962);
- Эпопея «Гагаи» из пяти частей: «Крутой Яр» (1965), «На бурунных излучинах» (1968), «Тяжёлые времена» (1969), «Ярость» (1973), «Добрый огонь» (1976);
- Роман «Глубокие горизонты» (1980).